# Временный полевой устав РККА 1936 (ПУ 36)
«Вре́менный полево́й уста́в РККА 1936 (ПУ 36)» — нешаблонное руководство для командного и начальствующего состава РККА в зависимости от обстановки.
«Полевой устав РККА 1936 (ПУ 36)» утверждён приказом народного комиссара обороны СССР маршала Советского Союза К. Ворошилова за номером 245 30 декабря 1936 года в Москве (СССР).
Полевой устав в вооружённых силах — официальный документ, определяющий основу, подготовку, ведение боя, передвижение, расположение, управление. Полевой устав служит руководством при разработке боевых уставов. Первый полевой устав Красной армии был утверждён ВЦИК в январе 1919, в июне 1925 вышел «Временный полевой устав РККА», который был заменён «Полевым уставом РККА (ПУ-29)» в 1929. 30 декабря 1936 был введён в действие «Временный полевой устав РККА (ПУ 36)», чётко определивший роль и место родов войск в бою и операции. Его основные положения учитывали значительные изменения в технической оснащённости и организации всех видов и родов войск, достигнутые в 1930-х годах. После Великой Отечественной войны были введены в действие новые уставы, разработанные на основе опыта войны и развития новых видов оружия и боевой техники. Устав предусматривал применение химического оружия лишь в ответ на применение химоружия врагом.
Цвет обложки — алый, в отличие от остальных полевых уставов.

## Приказ
Приказ народного комиссара обороны Союза ССР маршала Советского Союза К. Ворошилова за номером 245 30 декабря 1936 года, город Москва:
1. Ввести в действие объявляемый временный Полевой устав РККА 1936 года (ПУ 36). Полевой устав РККА 1929 года отменить.
2. Временным Полевым уставом 1936 года руководствоваться всему командному и начальствующему составу РККА.
3. Устав не даёт шаблонов и его указания надлежит применять, строго сообразуясь с обстановкой.
4. Средства химического нападения, указания на которые имеются в полевом уставе, будут применены Рабоче-крестьянской красной армией лишь в том случае, если наши враги применят их первыми против нас.

## Содержание

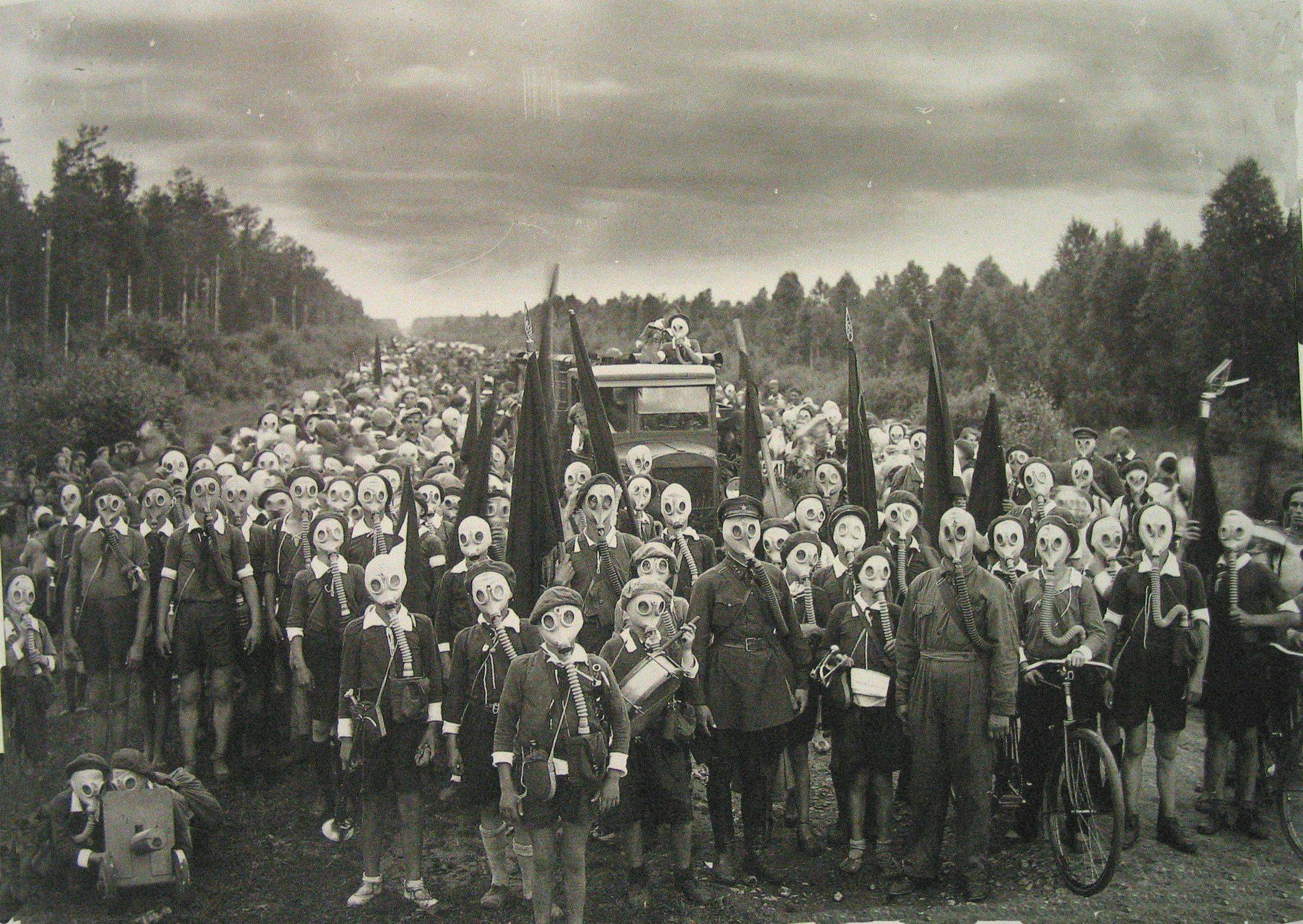
Учения пионеров, Ленинград, 1937

Глава 1. Общие основы.
Глава 2. Боевое обеспечение действий войск.
Глава 3. Материальное обеспечение деятельности войск.
Глава 4. Политическая работа по обеспечению боевой деятельности войск.
Глава 5. Основы управления боем.
Глава 6. Встречный бой.
Глава 7. Наступательный бой.
Глава 8. Оборона.
Глава 9. Ночные действия.
Глава 10. Действия зимой.
Глава 11. Действия в особых условиях.
Глава 12. Передвижения войск.
Глава 13. Отдых и его охранение.

## В художественной литературе
В романе «Контроль» (трилогии «Контроль-Выбор-Змееед») Виктора Суворова неоднократно упомянут «Временный полевой устав РККА 1936 (ПУ 36)»:
…А тогда в пустой гулкой комнате решила проверить, как запомнила Полевой устав ПУ-36. Книжонка — махонькая совсем. 215 страниц. 385 статей. Кроме статей запомнила Настя и то, что к уставу вроде и не относится: Текст отпечатан на бумаге Камского бумкомбината, отпечатано в 1-й типографии Государственного военного издательства НКО СССР, Москва, ул. Скворцова-Степанова, З».
…Есть статьи в уставе — коротенькие совсем, как 280-я. Три строчки. А есть длинные, как 308-я и 309-я.
…Всего в книге — 6544 строки.
…Товарищ генеральный комиссар государственной безопасности, красная армия живёт по полевому уставу 1936 года – ПУ-36.
…Все книги — большие, только одна книжечка — маленькая. Что это? Это полевой устав красной армии 1936 года.
…И сейчас сверкающим серебряным ножом он разрезал страницу, прочитал первое, что попалось на глаза, усмехнулся, из серебряного стакана в виде футбольного кубка взял толстый красный карандаш с золотыми рёбрышками, золотым профилем Спасской башни и золотой же надписью славянской вязью «Кремль» и жирной чертой подчеркнул статью шестую Внезапность действует ошеломляюще.
…Книжечка с виду смахивает на Уголовный кодекс 1926 года. УК-26. Только красненькая.
…Сталин отложил полевой устав и улыбнулся Фриновскому. Не читали? Никак нет, товарищ Сталин. Вот, возьмите и обязательно прочитайте. Я сам, признаться, никогда не читал, а тут под руку попалась такая книжонка. Очень интересно. И своевременно. Мы завершаем очищение страны. Врагов внутренних мы почти всех истребили. Осталась кучка мерзавцев, но их мы добьём. Главное — сделано, вы хорошо потрудились на ниве истребления внутренних врагов. Новое вам назначение. А дело истребления внутренних врагов мы уж сами завершим. Теперь главное — не это. Теперь на очереди — враги внешние. Потому важно вам эту книжечку знать наизусть. Только не забудьте вернуть её товарищу Ежову, я её без разрешения тут взял. Товарищу Ежову тоже надо полевой устав знать во всех деталях. Наступает новый этап. Следующий 1939 год будет годом войны. Мы в неё, конечно, сразу не полезем.